# Ревизионизъм
 Тази статия е за направлението в социализма.  За реинтерпретацията на историята вижте Исторически ревизионизъм.  
Ревизионизмът е направление в социализма, оспорващо възгледите на Карл Маркс за революцията като единствен път за създаване на социалистическо общество.
Ревизионизмът се свързва най-вече с германския идеолог Едуард Бернщайн, един от основоположниците на демократичния социализъм, който в края на XIX век подлага на цялостна ревизия марксизма, доминиращ по това време в европейското социалистическо движение. Възгледите на Бернщайн дават тласък на социалистическия реформизъм, поставящ си за цел достигането до социализма чрез постепенни мирни реформи на капиталистическата система.
Сред причините за появата и широкото разпространение на ревизионизма са неуспеха на революциите от 1848 и Парижката комуна през 1871 година, съпоставени с постигнатите по мирен път социални подобрения за работниците в развитите страни.
По-късно определението „ревизионизъм“ се превръща в често използвано пейоративно название, с което различни марксистки дейци се определят един друг в своите спорове – за ревизионисти са обявявани от своите противници множество марксисти, от Йосиф Сталин, Лев Троцки до Никита Хрушчов, китайските комунисти или югославската школа „Праксис“.